# 中台運動公園陸上競技場
中台運動公園陸上競技場（なかだいうんどうこうえんりくじょうきょうぎじょう）は千葉県成田市の中台運動公園内にある陸上競技場。1983年に使用が開始された施設で当初は市の陸上競技場の域を出なかったが、2002年に大規模な整備がなされた。
中台運動公園の命名権契約に基づき、サウンドハウスの電気楽器ブランド名を冠した「プレイテック・スタジアム」の名称が与えられていたが、当初の2009年度から2013年度の5年契約の予定が、契約違反があったため2010年度末で命名権契約解除（更新打ち切り）により元の名称に戻された。
2022年7月28日より、株式会社ハウジング重兵衛との命名権契約を締結し、同10月1日より「重兵衛スポーツフィールド中台陸上競技場」（ただし、概ね1年間は正式名称の併用も認める）に改名された。

## 施設の概要
- 日本陸連第3種公認陸上競技場。1周400m、全天候型トラック8レーン
- 収容人数:メインスタンド1300人、バック、サイドスタンドは芝生席
- 照明設備4基（300Lx）
- フィールド：106.75x71.47m

## アクセス
- JR東日本成田駅西口（成田ニュータウン方面）を出て徒歩10分
- 京成電鉄京成成田駅からは先ずJR成田駅へ向かう、そこから先は同じ。

## 施設の特徴

### キャンプ地として
成田国際空港に近く、周辺に宿泊施設が多いと言うメリットを生かして、ワールドカップ2002年大会のキャンプ地となるべく従来の競技場の整備を開始。照明設備などの取り付けを行った。この時はドイツ代表などが移動の合間に使用しただけで終わったが、その後日本代表が海外遠征を行う際の国内最終合宿地として使用される事が多くなった。また、水戸ホーリーホックが春季キャンプ地として使用している。

### 試合会場として
試合会場としてはジェフユナイテッド市原・千葉、柏レイソル、鹿島アントラーズなどがJサテライトリーグ若しくは練習試合の会場として使用している。特にジェフの場合トップ、サテライト以外にもジェフ・リザーブズ、レディースの試合会場として使用される事も多い。2004年には千葉県選手権の決勝戦の会場として使用された。